# Tanytarsus simantouveus
Tanytarsus simantouveus är en tvåvingeart som beskrevs av Sasa, Suzuki och Sakai 1998. Tanytarsus simantouveus ingår i släktet Tanytarsus och familjen fjädermyggor. Inga underarter finns listade i Catalogue of Life.